# 费希塔
费希塔（德語：Vechta，發音：[ˈfɛçta] ⓘ）是德国下萨克森州费希塔县的城市，也是费希塔县的县治，面积87.88平方千米，2023年12月31日人口为34,145人。